# Antoni Milwid
Antoni Milwid także Mielwid, Melwid, Milewicz (ur. ok. 1755 w Stawiankach k. Wiłkomierza na Litwie, zm. 24 grudnia 1837 w Czerwińsku nad Wisłą)  – polski kompozytor, organista i kapelmistrz.

## Życiorys
Był członkiem i prawdopodobnie kapelmistrzem kapeli kościelnej przy klasztorze Kanoników Regularnych Laterańskich w Czerwińsku nad Wisłą. Brak danych o jego życiu. Możliwe, że był nauczycielem Józefa Kazimierza Piotrowskiego (1817–1873), organisty i kompozytora działającego w Kościele Wizytek w Warszawie. Zdaniem niektórych muzykologów Milwid jest tożsamy z Antonim Milewiczem.

## Twórczość
Komponował głównie dla kapeli kościelnej utwory na głosy solowe z towarzyszeniem orkiestry. Jego muzyka ma niezwykle liryczny charakter . Można w niej też wyraźnie dostrzec elementy narodowościowe, głównie w postaci linii melodycznych zaczerpniętych z polskich tańców (polonez, mazurek), kolęd i tradycyjnych pieśni kościelnych . Jego muzyka sakralna ma cechy charakterystyczne dla barokowego stylu neapolitańskiego z elementami stylistyki klasycystycznej . W kantacie Semper mi Jesu stosuje techniki typowo barokowe, ale już w cyklu dwunastu kantat Sub tuum praesidium pojawiają się elementy wczesnoklasycystyczne, najwyraźniej pod wpływem formy sonatowej. Elementy te występują również w mszach Milwida i są zintegrowane ze stylem galant .
W zbiorach archiwum i biblioteki klasztoru w Czerwińsku nad Wisłą (obecnie księży salezjanów) zachowało się 11 utworów religijnych sygnowanych nazwiskiem Milwida oraz 10 prawdopodobnie pisanych jego ręką. Utwory te często są mu przypisywane, głównie ze względu na zastosowanie charakterystycznej obsady. W większości kompozycje te zachowały się w stanie niekompletnym, często bez stron tytułowych.

## Kompozycje
(na podstawie materiałów źródłowych }

### Utwory świeckie
- Symfonia b-moll „Bieda ruska” (zaginiona)[b]
- Symfonia C-dur[c]

### Utwory religijne
- Aria in C De Nomine Jesu „Semper mi Jesu” na sopran, skrzypce i organy
- Litania in C na sopran, bas, 2 skrzypiec, klarnet, 2 rogi i organy
- 7 mszy
  - 4 Missae in Dis na sopran, bas, 2 skrzypiec, 2 klarnety, 2 rogi i organy
  - Missa in D na sopran, bas, 2 skrzypiec, klarnet, 2 rogi i organy
  - Missa in D na sopran, bas, 2 skrzypiec, 2 klarnety, 2 clarini i organy
  - Missa in D na sopran, bas, 2 skrzypiec, 2 klarnety, 2 clarini i organy (zach. we fragmentach)
- cykl 12 kantat Sub tuum praesidium na sopran, bas, 2 skrzypiec, flet, klarnet i organy
- Vespere in D na sopran, bas, 2 skrzypiec, 2 klarnety, 2 rogi i organy (zach. we fragmentach)

### Utwory religijne przypisywane Milwidowi
- 6 mszy
- 2 litanie
  - Litania in F
  - Litania de BVM in D)
- psalm Dixit Dominus
- offertorium O gloriosa virginum